# Йосипівка (Вільшанська селищна громада)
Йосипі́вка (до 01.02.1945 Юзефпіль; в минулому Людвинка) — село в Україні, у Вільшанській селищній громаді Голованівського району Кіровоградської області. Населення становить 627 осіб. Колишній орган місцевого самоврядування — Йосипівська сільська рада.

## Історія
1 лютого 1945 року указом Президії ВР УРСР село Юзефпіль було перейменовано на село Йосипівка.

## Населення
- 1923 — 680 (м-ко) і 1923 (село приміське)[6]

Згідно з переписом УРСР 1989 року чисельність наявного населення села становила 1325 осіб, з яких 593 чоловіки та 732 жінки.
За переписом населення України 2001 року в селі мешкало 629 осіб.
- 2021 — 426[9]

### Мова
Розподіл населення за рідною мовою за даними перепису 2001 року:
| Мова       | Відсоток |
| ---------- | -------- |
| українська | 94,26 %  |
| російська  | 4,47 %   |
| молдовська | 0,96 %   |
| білоруська | 0,16 %   |
| болгарська | 0,16 %   |

## Постаті
- Максюта Олександр Анатолійович (1986—2015) — солдат Збройних сил України, учасник російсько-української війни.